# Royal Airlines
 (janvier 2021).
Si vous disposez d'ouvrages ou d'articles de référence ou si vous connaissez des sites web de qualité traitant du thème abordé ici, merci de compléter l'article en donnant les références utiles à sa vérifiabilité et en les liant à la section « Notes et références ».

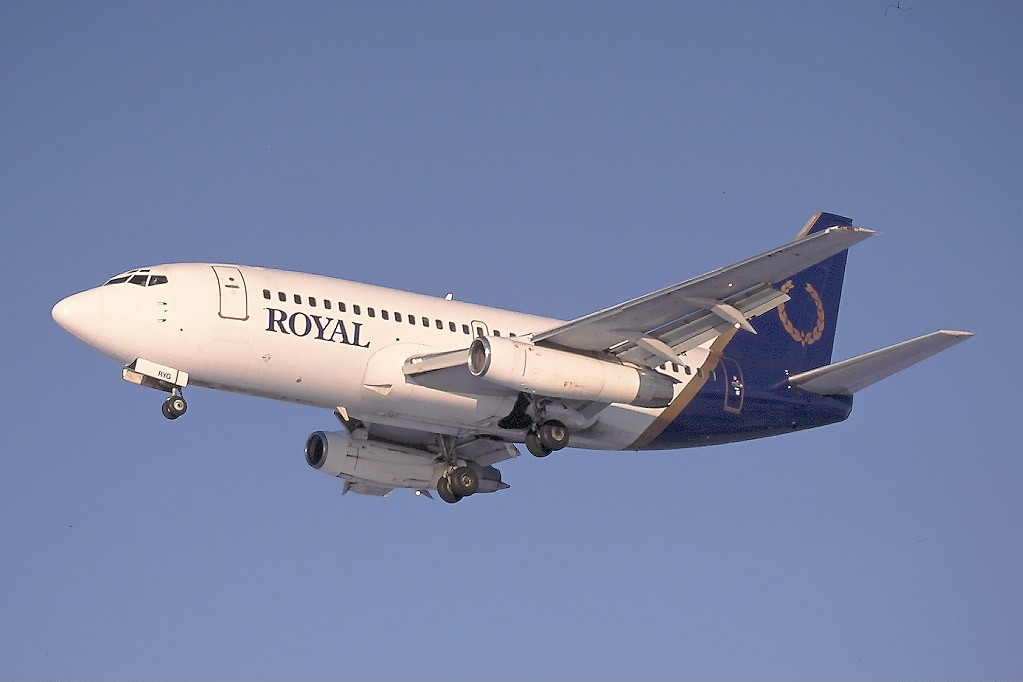
Boeing 737 de Royal Airlines en 2001

Royal Airlines (code AITA: QN  : code OACI : ROY) était une compagnie aérienne canadienne qui était basé à Montréal.